# Conversazioni di Malines
Le conversazioni di Malines furono una serie di cinque incontri informali tra esponenti della Chiesa cattolica e della Chiesa anglicana per esaminare i punti di accordo e quelli di disaccordo, finalizzata ad una possibile riunificazione tra le due Chiese. Il nome si deve al fatto che si svolsero nella città di Malines, in Belgio, nella residenza dell'arcivescovo.

## Antefatti
Negli anni che seguirono la prima guerra mondiale nacquero numerose iniziative volte a creare ed intensificare il dialogo tra le Chiese, vista anche l'esperienza della inutile strage, che aveva contrapposto uomini e nazioni che professavano la stessa fede e pregavano lo stesso Dio.
Nel 1920 i vescovi anglicani, riuniti in conferenza nel Lambeth Palace, lanciarono un appello a tutto il mondo cristiano per superare le divisioni: fu questo il primo passo per l'apertura del dialogo anglo-romano.

## Leconversazioni

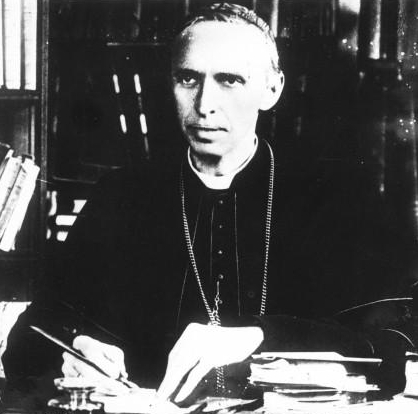
Il cardinale Mercier.

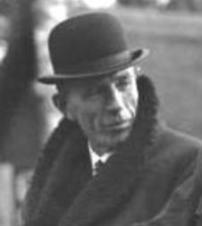
Lord Halifax.

Le conversazioni di Malines si svolsero in quattro differenti sessioni:
- 6, 7 ed 8 dicembre 1921;
- 14 e 15 giugno 1923;
- 7 ed 8 dicembre 1923;
- 19 e 20 marzo 1925

e furono presiedute dal cardinale Desiré-Félicien-François-Joseph Mercier, arcivescovo di Malines-Bruxelles.
Vi parteciparono lord Halifax e padre Fernand Portal.
Vi fu anche una quinta ed ultima sessione per la stesura dei documenti ufficiali delle conversazioni.

## Primaconversazione
La prima conversazione si aprì con un saluto del cardinal  Mercier ai vari partecipanti ed una invocazione allo Spirito Santo, perché li guidasse verso il superamento delle differenze dottrinali; seguì poi l'introduzione di lord Halifax, che fece un breve riassunto dell'Appello di Lambeth dell'anno precedente e presentò un suo personale memorandum con le tappe da seguire per il raggiungimento dell'unione tra le due Chiese.

## Secondaconversazione
La seconda conversazione si aprì con la lettura di un documento redatto da parte inglese e relativo alla struttura della Chiesa anglicana, la funzione dell'arcivescovo di Canterbury, che la presiede senza alcun potere giurisdizionale, la compatibilità dell'autorità papale con il principio base che nessuna autorità esterna può esercitare la giurisdizione in Inghilterra.
Seguì la discussione relativa al documento esposto, ma da parte cattolica si mise in evidenza che delegati inglesi avevano ricevuto dai loro vescovi limiti abbastanza ristretti; per tale motivo si decise di comune accordo di presentare i documenti elaborati alle proprie autorità superiori nella speranza di una partecipazione più attiva dello stesso arcivescovo di Canterbury. Lo scrisse apertamente anche lo stesso cardinal Mercier con una lettera diretta a lord Halifax e redatta il 16 settembre 1923.

## Terza conversazione
Per la terza conversazione alle due delagazioni si aggiunsero due membri per parte:
- Battifol                         * dottor Gore
- Hemmer				   * dottor Kidd

Il dottor Gore si era già espresso prima dell'incontro, esprimendo un grande pessimismo per la possibilità dell'Unione fra cattolici ed anglicani, anzi accusava Roma di dispotismo morale ed intellettuale.
Prima della partecipazione i delegati inglesi furono ricevuti dall'arcivescovo di Canterbury, che li stimolò a mettere bene in chiaro i principi dogmatici su cui si basava la Chiesa anglicana.

## Quarta conversazione
Anche la quarta conversazione si svolse in un clima di fraterna cordialità e si confermò l'utilità dei contatti e dei colloqui per continuare anche in futuro l'approfondimento delle rispettive posizioni al fine di facilitare il riavvicinamento tra le due Chiese.
Al termine lord Halifax chiese al cardinale Mercier di benedire tutti i membri dell'assemblea, che inginocchiati ricevettero la sua benedizione.

## Quintaconversazione
Una quinta ed ultima sessione si svolse tra l'11 ed il 12 ottobre 1926 sotto la presidenza di monsignor Jozef-Ernest Van Roey, nuovo arcivescovo di Malines. Le due delegazioni erano composte da
- monsignor Jozef-Ernest Van Roey;
- monsignor Pierre Battifol;
- canonico Hemmer.

- lord Halifax;
- dottor Kidd;
- dottor Frere

Scopo di questi ultimi incontri fu quello di riassumere tutte le questioni trattate durante le precedenti conversazioni in vista di una futura pubblicazione. Nel 1928 lord Halifax fece pubblicare le sue personali Notes on the Conversations at Malines 1921-1925, mentre nel 1930 curò la pubblicazione ufficiale The Conversations at Malines 1921-1925. Official documents.